# 陈国伟 (香港)
陈国伟，MH（？—），男，香港建制派經民聯政治人物，現任香港深水埗區議會深水埗東選區議員，2016至2019年期間曾任深水埗區議會石硤尾選區議員，於2019年香港區議會選舉被民主派支持的冼錦豪擊敗。

## 選舉經歷

### 2015年香港區議會選舉
陳國偉於2015年香港區議會選舉，以石硤尾邨居民服務中心名義參選，以759票之差，擊敗民協議員秦寶山。

### 2016年香港立法會選舉
於2016年香港立法會選舉，同屬經民聯的梁美芬角逐連任，陳國偉亦在名單之中。是次梁美芬參選，曾知會中聯辦，並得到藝人喬寶寶支持。

### 2019年香港區議會選舉
於2019年香港區議會選舉，建制派選情大受困擾。身為建制派一員的陳國偉，角逐連任亦面對民主派支持的冼錦豪挑戰，最終冼錦豪以10票之差險勝陳國偉。選後，陳國偉入稟高等法院提出選舉呈請，指冼錦豪在選舉中作出舞弊及非法行為。

### 2020年香港立法會選舉(原定)
2020年，陳國偉原定參選2020年香港立法會選舉九龍西選區，為梁美芬名單第3位，其後因應疫情延期及選舉改制而棄選

## 爭議

### 被批評以區議會撥款動作政治資源宣傳之用
2018年8月，香港01報道，石硤尾邨居民服務中心曾經和其他組織合共申請超過20萬區議會資助，而陳國偉於2015年參選時的政治聯繫，正是石硤尾邨居民服務中心。民協楊彧批評，這些組織透過撥款舉辦活動，猶如為建制派當區區議員或有意參選人士「度身訂造」，淪為參選團體的政治資源，作政治宣傳之用。他又批評建制派把區議會當成提款機。及後，民主派要求修訂《深水埗區議會社區參與計劃撥款準則》，禁止上屆曾派代表參選區議會或立法會選舉的團體申請該區區議會撥款，冀透過修例堵塞漏洞。

## 資料來源
1. ↑  .   [2020-07-27]. （原始内容存档于2020-08-06）.
2. ↑  林詠賢. .   [2020-07-27]. （原始内容存档于2020-07-27）.
3. ↑  .   [2020-07-27]. （原始内容存档于2020-01-23）.
4. ↑  .   [2020-07-27]. （原始内容存档于2020-07-27）.
5. ↑  吳倬安. .   [2020-07-27]. （原始内容存档于2020-08-13）.